# Łukasz Masłowski (piłkarz)
Łukasz Masłowski (ur. 31 maja 1981 w Zduńskiej Woli) – były piłkarz, grający na pozycji pomocnika lub napastnika. Od 1 marca 2022 sprawuje funkcję dyrektora sportowego Jagiellonii Białystok. W latach 2016–19 był zatrudniony jako dyrektor sportowy w Wiśle Płock oraz Widzewie Łódź. 
Brat Macieja. Syn Jacka, który w przeszłości był czołowym hokeistą ŁKS-u Łódź.

## Życiorys
Masłowski swoją karierę zaczął w klubie MKS MOS Zduńska Wola, skąd w wieku 18 lat został zakupiony przez Widzew Łódź. Pierwszy mecz w barwach łódzkiego zespołu zagrał 27 lutego 1999 r. z Ruchem Radzionków (2:1). Był to jednocześnie debiut zawodnika w polskiej Ekstraklasie. Pierwszą bramkę w najwyższej klasie rozgrywkowej w Polsce zdobył 30 października 1999 w meczu z Pogonią Szczecin (1:2).
Na rundę wiosenną sezonu 2000/2001 został wypożyczony do Włókniarza Konstantynów. Później powrócił do Widzewa. Po powrocie do Łodzi zagrał w 4 spotkaniach w barwach „czerwono-biało-czerwonych” (2 w Pucharze Ligi, 1 w Pucharze Polski i 1 w Ekstraklasie).
Po pół roku Masłowski przeszedł do niemieckiego zespołu SG Sonnenhof Großaspach. Przez pierwsze pół roku nie zachwycał, lecz runda jesienna sezonu 2002/2003 była jego istnym popisem – w 15 meczach zdobył 13 bramek. Następnie wrócił do Łodzi, lecz nie do Widzewa, a do ŁKS-u. Zadebiutował w nim 15 marca 2003 r. w meczu ze Świtem Nowy Dwór (2:0).
W 2003 roku sprowadziła go Odra Wodzisław. Zadebiutował w niej 2 sierpnia 2003 r. w meczu II rundy Pucharu Polski z Ceramiką Paradyż (4:0). W Ekstraklasie pierwszy mecz w barwach Odry rozegrał 23 sierpnia z Widzewem (1:0). Pierwszą bramkę dla klubu z Wodzisławia Śląskiego zdobył natomiast 29 października w meczu z Górnikiem Zabrze (1:3).
Po pół roku znów wrócił do Widzewa, tym razem na zasadzie wypożyczenia. Zagrał tam w 10 meczach i strzelił 2 bramki. Sezon nie skończył się dla Masłowskiego pomyślnie, bowiem spadł z łódzkim klubem do II ligi.
Na sezon 2004/2005 wrócił do Wodzisławia. Grał tam jeszcze przez półtora roku. Łącznie w koszulce Odry wystąpił w 59 meczach i zdobył 9 bramek (w tym 45/6 w Ekstraklasie). Na początku 2006 roku przeszedł do Górnika Łęczna, w którym grał przez 1,5 roku. Zadebiutował w nim 22 marca 2006 r. w meczu z GKS Bełchatów (1:1). Pierwszą bramkę dla Górnika zdobył 18 kwietnia 2007 r. w przegranym 1:2 meczu z Wisłą Kraków. Łącznie dla Górnika zagrał w 10 spotkaniach i strzelił 1 bramkę.
W związku z aferą korupcyjną i relegacją łęcznian do III ligi odszedł z zespołu. Od 23 sierpnia 2007 roku ponownie reprezentował barwy Widzewa. Z łódzkim klubem spadł do I ligi. W kolejnym sezonie zajął z Widzewem 1. miejsce w lidze, ale w wyniku decyzji PZPN w związku z aferą korupcyjną klub musiał pozostać na następny sezon w I lidze.
5 sierpnia 2009 podpisał dwuletni kontrakt z Wisłą Płock. W jej barwach zadebiutował 11 sierpnia w przegranym 1:2 meczu z Górnikiem Zabrze. Pierwszą bramkę strzelił natomiast 3 października w zremisowanym 1:1 spotkaniu z Podbeskidziem. Wisła zajęła 15. miejsce w tabeli i spadła do niższej klasy rozgrywkowej.
Latem 2010 Masłowski przeniósł się na Cypr, gdzie został zawodnikiem II-ligowego zespołu Digenis Akritas Morfou. Rozegrał tam 12 spotkań, po czym wrócił do Polski. Karierę zakończył w Olimpii Karsznice (Zduńska Wola).
Masłowski rozegrał 89 meczów i strzelił 11 bramek w ekstraklasie.
Po zakończeniu kariery piłkarskiej został agentem, a następnie dyrektorem sportowym Olimpii Grudziądz. W latach 2016–2019 pracował jako dyrektor sportowy Wisły Płock, następnie objął to samo stanowisko w Widzewie Łódź. W marcu 2022 został dyrektorem sportowym Jagiellonii Białystok.